# Rose Madder
Rose Madder (titre original : Rose Madder) est un roman fantastique de Stephen King publié en 1995.

## Résumé
Quatorze ans. C'est le nombre d'années de torture que Rosie McClendon Daniels a vécu. Quatorze ans enfermée chez elle à se faire battre, mordre et terroriser par son bourreau de mari, dont les violences lui ont même causé une fausse couche neuf ans plus tôt. Après toutes ces années avec Norman Daniels, Rosie prend tout à coup conscience que cela ne peut plus durer et quitte le domicile conjugal sur un coup de tête en emportant seulement avec elle la carte bancaire de son mari. Elle arrive dans une grande ville à des centaines de kilomètres de son ancienne vie. Peter Slowik, agent de renseignements à la gare routière, lui donne l'adresse d'un foyer pour femmes battues, Filles et Sœurs. La directrice du foyer, Anna Stevenson, est une femme forte qui redonne de la confiance en elle à Rosie. Elle lui trouve un emploi de femme de ménage dans un hôtel et, au bout de quelque temps, Rosie prend un petit appartement. 
Mais Norman est un policier expert de la traque. Il interroge à sa manière violente un petit voyou qui avait récupéré la carte bancaire que Rosie avait jetée après s'en être servi pour retirer de l'argent, et part sur la piste de Rosie en se jurant de la tuer pour ce qu'elle a fait. Alors qu'elle est chez un prêteur sur gage, Rosie tombe complètement sous le charme d'un tableau représentant une femme de dos vêtue d'une tunique rose garance (Rose Madder en anglais) et contemplant une sorte de temple. Rosie achète le tableau et trouve également un nouvel emploi, narratrice pour livres audio. Le vendeur de la boutique, Bill Steiner, commence à faire la cour à Rosie et celle-ci n'y est pas insensible.
Pendant ce temps, Norman se met dans la peau de Rosie pour deviner les choix qu'elle a fait et retrouve Peter Slowik. Il le torture puis le tue de manière atroce après avoir obtenu de lui les informations qu'il voulait. De son côté, Rosie découvre que des détails changent dans le tableau. Elle est aussi fascinée par la femme du tableau, se teignant les cheveux de la même couleur et se coiffant comme elle. Une nuit, elle est réveillée par des bruits venant du tableau et entre dedans. Elle rencontre Rose Madder, la femme du tableau, une femme inquiétante et dangereuse qui ne semble pas avoir toute sa santé mentale. Rose Madder demande à Rosie d'aller chercher pour elle un bébé dans le temple gardé par un redoutable taureau. Rosie s'acquitte de sa tâche et donne le bébé à Rose Madder, qui lui promet qu'elle lui revaudra ça et lui donne son bracelet. À son réveil, Rosie pense qu'elle a rêvé mais trouve le bracelet de Rose Madder.
Norman se rend déguisé à un petit festival organisé par Filles et Sœurs et où doit se trouver Rosie. Mais celle-ci est partie en balade avec Bill Steiner et Norman finit par se faire repérer et doit fuir après une bagarre. Portant un masque de taureau, il tue Anna Stevenson et trouve l'adresse de Rosie. Il élimine ensuite les deux policiers en faction devant son immeuble et, à l'arrivée de Rosie et de Bill, il s'en prend à eux. Rosie, poursuivie par Norman, passe dans le tableau et Norman y est tué par Rose Madder. Plus tard, Rosie se marie avec Bill et ils ont une fille. Rosie est cependant sujette à des accès de rage hérités de Rose Madder qu'elle a de plus en plus de difficultés à maîtriser. Elle finit par réussir à les canaliser en se rendant régulièrement voir un arbre qui a poussé après qu'elle a planté des graines venant du monde du tableau.

## Genèse
Avec ce roman, Stephen King conclut sa « trilogie féministe » entamée avec Jessie et Dolores Claiborne. Il aborde directement le thème de la violence conjugale avec son héroïne qui, après des années de sévices, cherche à refaire sa vie loin de son mari, un policier sadique qui est décrit comme « l'un des plus effrayants monstres humains de l'œuvre de King ». L'élément fantastique est introduit au milieu du récit par le biais d'un tableau qui est un portail vers un univers parallèle. C'est l'un des rares romans de King où il a construit l'intrigue à l'avance, mais l'écrivain a affirmé après coup que cela n'avait pas été une réussite, donnant au roman un côté trop raide.

## Accueil

### Ventes
Le roman est resté treize semaines, avec un meilleur classement à la deuxième place, sur la New York Times Best Seller list, y apparaissant le 2 juillet 1995. Le Publishers Weekly le classe à la septième place des meilleures ventes de livres de fiction aux États-Unis publiés en 1995.

### Accueil critique
Parmi les critiques positives, Christopher Lehmann-Haupt, du New York Times, évoquant un roman qui n'est que « rarement ennuyeux » et dont le « point culminant est saisissant », alors que le malaise éprouvé à se retrouver complaisamment « dans la tête d'un méchant misogyne et psychopathe » est contrebalancé par la « représentation délicate de la façon dont les femmes battues retrouvent leur estime de soi », et que la dimension fantastique du roman est amenée « plutôt intelligemment ». Pour Laura Wise, du site examiner.com, qui lui donne la note de 5/5, c'est « l'un des meilleurs romans » de Stephen King par son « parfait mélange de réalisme, de surréalisme et de suspense », son dénouement « sagace » et son personnage de psychopathe qui se hisse au niveau d'Annie Wilkes de Misery.
Du côté des critiques négatives, le magazine Entertainment Weekly lui donne la note de C-, estimant qu'en dehors de la représentation de Rosie, « rien d'autre ne fonctionne » car la « structure de l'histoire sape tout suspense », que le personnage de Norman est plus répugnant qu'effrayant et que l'élément surnaturel n'est pas convaincant.

### Distinctions
En 1996, Rose Madder a été nommé au prix Locus du meilleur roman d'horreur, terminant à la troisième place.

## Liens avec d'autres œuvres de Stephen King
- Rose Madder et Dorcas ont visité la cité de Lud, que l'on a découverte dans Terres perdues.
- La série de romans ayant pour héroïne Misery Chastain est évoquée.
- Le personnage de Cynthia Smith réapparaît dans Désolation.
- On retrouve un personnage féminin qui doit réapprendre à vivre seule après une séparation, et qui utilise un monde « parallèle » pour venir à bout d'un ennemi bien réel dans Histoire de Lisey.